# District historique de Kettle Falls
Pour les articles homonymes, voir Kettle (homonymie).
Le district historique de Kettle Falls, en anglais Kettle Falls Historic District, est un district historique du comté de Saint Louis, dans le Minnesota, aux États-Unis. Protégé au sein du parc national des Voyageurs, il est lui-même inscrit au Registre national des lieux historiques depuis le 17 juillet 1978.